# カフェ・マキアート

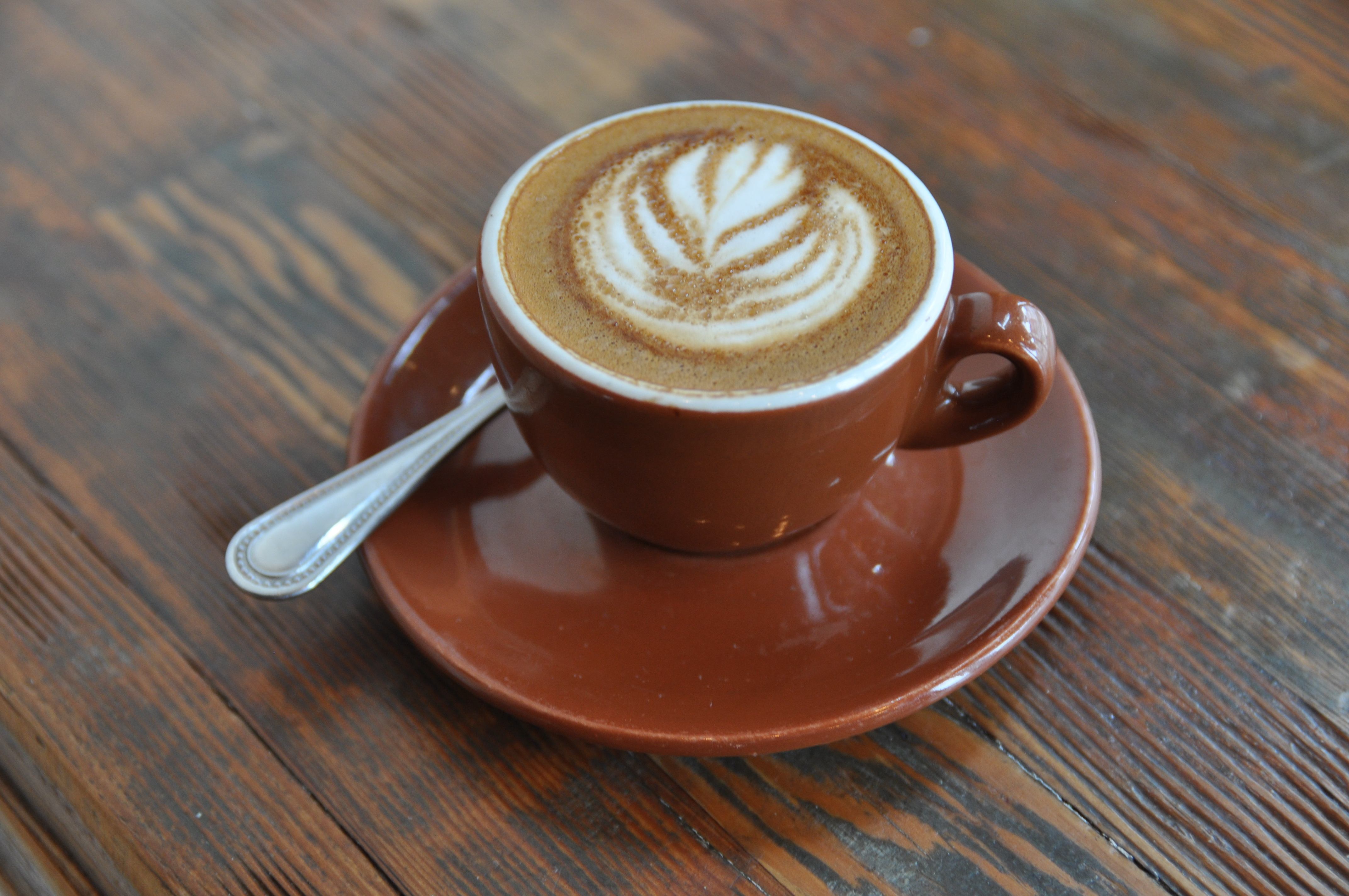
カフェ・マキアート

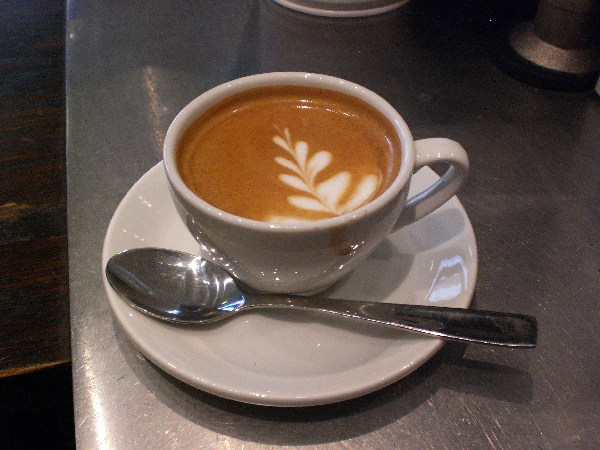
カフェ・マキアート

カフェ・マキアート（イタリア語: caffè macchiato）とは1ショットのエスプレッソにスチームドミルク（蒸気などで温めた牛乳）を注いだものである。
マキアートとは、イタリア語で「染みのついた」と言う意味で、エスプレッソに注いだミルクの跡が染みの様に見えることから名づけられた。
本来はエスプレッソにスプーン1杯程度のミルクを落としたものであるが、カフェによってはエスプレッソとミルクを1:1の割合で加えたりとばらつきがある。